# Івниця
І́вниця — село в Україні, у Волицькій сільській територіальній громаді Житомирського району Житомирської області. Населення становить 1 644 особи (2001).

## Населення

### Мова
Розподіл населення за рідною мовою за даними перепису 2001 року:
| Мова       | Кількість | Відсоток |
| ---------- | --------- | -------- |
| українська | 1602      | 97.45 %  |
| російська  | 39        | 2.37 %   |
| білоруська | 2         | 0.12 %   |
| польська   | 1         | 0.06 %   |
| Усього     | 1644      | 100 %    |

## Історія

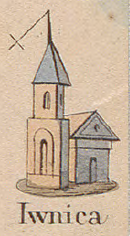
Івниця на мапі Зигмунда Герстмана

Назва ймовірно походить від річки Ів'янка, що протікає в центрі села.
Люди селилися тут з давніх часів, про що свідчать залишки городища недалеко від Івниці, а також два давніх кургани, які знаходились в самому містечку.
Перші відомості про Івницю датуються 1456 роком. Село згадується в біографії відомого політичного діяча XVII ст. століття Адама Кисіля як власність одного з його предків — Лазара Браєвича, слуги київського князя Семена Олельковича.
У 1545 році половина Івниці належала до Житомирського замку. Потім — власність Киселів, з 1569 року — Дашковських, з 1589 року — Немиричів.
З 1598 року мало статус містечка.
На початку XVII ст. власність Збровських.
Мешканці села ймовірно брали участь у повстанні під проводом Тараса Федоровича (Трясила). Населення Івниці було винищене військом польського гетьмана Конецпольського надісланим для придушення повстання в квітні 1630 року  [Архівовано 1 жовтня 2015 у Wayback Machine.]. Під час визвольної війни під проводом Богдана Хмельницького мешканці села були в складі Білоцерківського полку. При складанні козацького реєстру 1649—1650 років 50 козаків полку були родом з Івниці  [Архівовано 2 жовтня 2015 у Wayback Machine.].
У другій половині XVIII ст. це було досить велике торгово-ремісниче селище з населенням понад 3 тисячі жителів, у 1761 році навіть отримало привілеї від польського короля Августа III. Того ж року, перейменоване у містечко з ініціативи власника Івана-Антона Чарнецького. В 1773 році він будує дерев'яну церкву св. Миколая.
У 1830 році вже існував парафіяльний костел парафія РКЦ відносилася до Житомирського деканату.
У містечку була також і каплиця, побудована на кладовищі у 1879 році бароном Іваном Максиміліановичем Шодуаром. Діяла церковно-приходська школа (1861 рік) та дві лісопильні.
Станом на 1885 рік у колишньому власницькому містечку Котелянської волості Житомирського повіту Волинської губернії мешкало 1089 осіб, налічувалось 161 дворове господарство, існували православна церква, костел, синагога, 2 єврейських молитовних будинки.
За переписом 1897 року кількість мешканців зросла до 3095 осіб (1509 чоловічої статі та 1586 — жіночої), з яких 2266 — православної віри, 607 — юдейської. До парафії православної належали крім самої Івниці ще Грабівка та Грабовська Рудня.
У містечку працювали цегельня та смолярня, була церковно-парафіяльна школа.

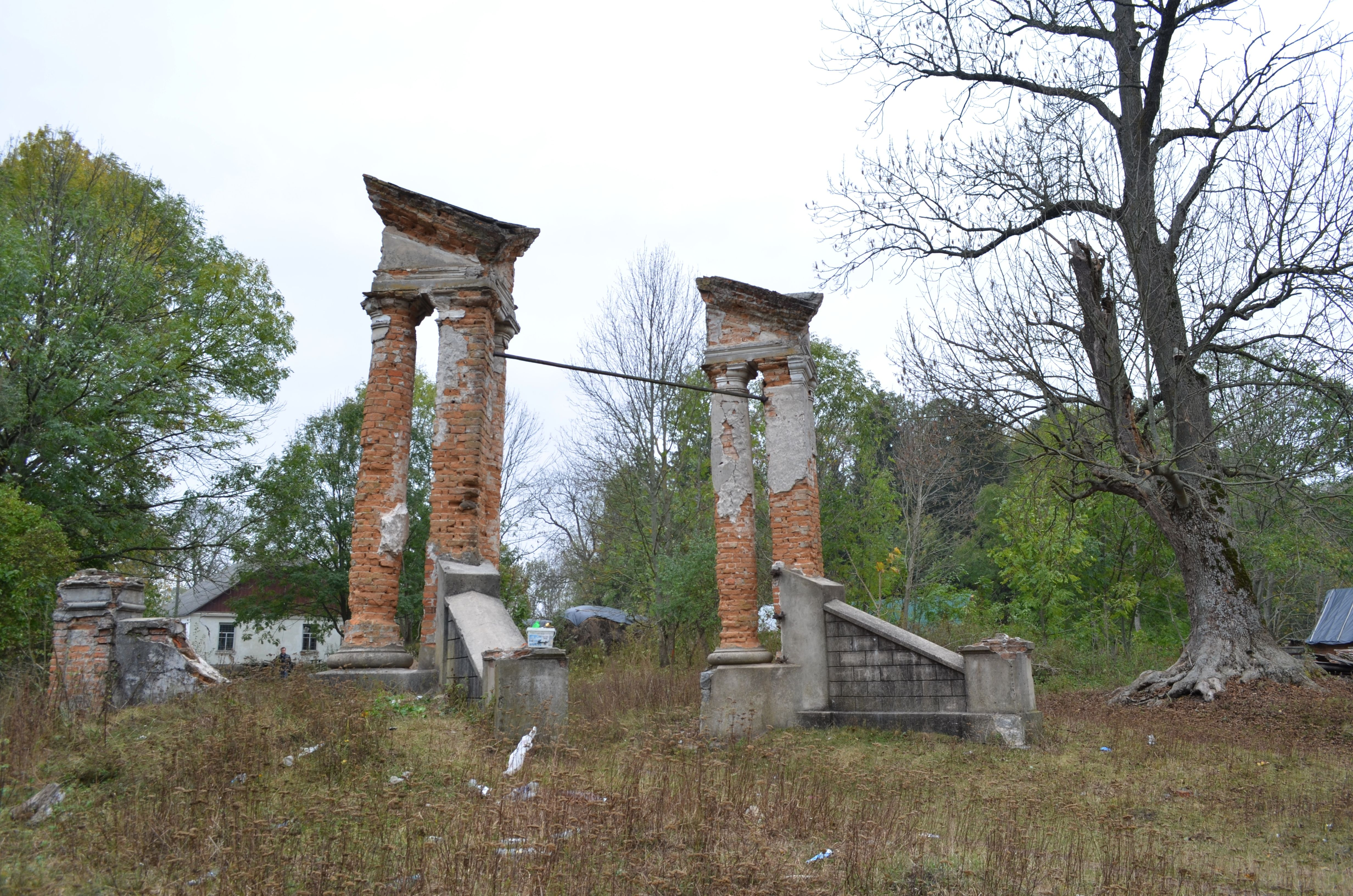
Брама в'їзних воріт

У 1906 році — село Котелянської волості Житомирського повіту Волинської губернії. Відстань від повітового міста 34 верст, від волості 8. Дворів 489, мешканців 2839.
12 червня 2020 року, відповідно до розпорядження Кабінету Міністрів України № 711-р «Про визначення адміністративних центрів та затвердження територій територіальних громад Житомирської області», територію та населені пункти Івницької сільської ради Андрушівського району включено до складу новоутвореної Волицької сільської територіальної громади Житомирського району Житомирської області.

## Івницький парк

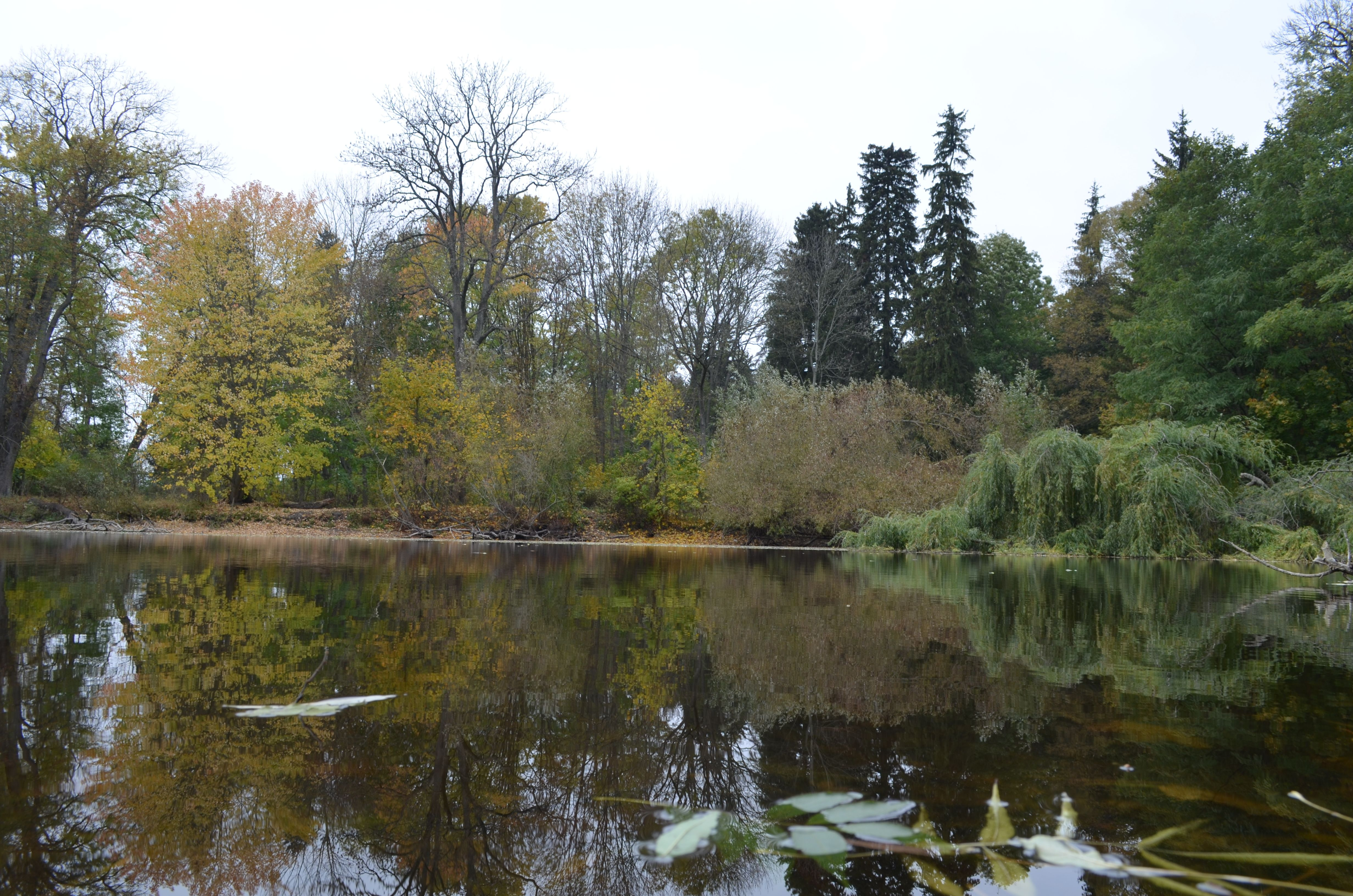
Івниця (Парк)

У другій половині XVIII сторіччя тут на пологому лівому схилі річки закладається добре спланований ландшафтний парк з традиційною системою ставків зі шлюзами. Як було прийнято за тих часів, парк створювався як антураж садибному комплексу Юзефа Чарнецького. Пізніше, в 1814 році землі разом з маєтком придбав барон Ян Йозеф Шодуар. Тут його син Станіслав створює велику колекцію монет, картинну галерею, бібліотеку, що нараховувала більш ніж 30 000 книг. Онук Станіслава Івановича, Іван Максиміліанович у 1903 році вибудував в місті Житомирі чотириповерховий палац. А в 1908 році в два етапи перевіз цінні колекції в міський палац, продавши маєток в Івниці Михайлу Івановичу Терещенку.
На одному з давніх курганів Шодуари збудували каплицю, а всередині влаштували свою усипальницю. На іншому, який знаходився на території парку, розмістили альтанку під назвою Jolie Vue.
Від родової садиби барона Максиміліана де Шодуара до наших днів збергіся лише фрагмент в'їзних воріт та руїни башт з бійницями, стилізовані під сторожеві. Позбавлений протягом тривалого часу догляду, парк перетворився на дрімучий. Замість розпланованих алей місцеві жителі протоптали стежки, але попри це, парк не втратив своєї привабливості. На площі 14 га росте близько 45 видів дерев і кущів, серед яких переважає ясен, ялина, липа, клен та в'яз. У парку збереглося близько 800 дерев, вік яких перевищує два сторіччя.

## Відомі люди
- Барон де Шодуар Максиміліан Станіславович (1816—1881) — відомий ентомолог.
- Барон де Шодуар Іван Максиміліанович (1859—1919) — власник Івниці.
- Іщенко Федір Калістратович (1922—2009) — український радянський діяч.
- Ківтонюк Григорій (1925—1946) — командир чоти УПА, лицар Бронзового хреста бойової заслуги УПА.
- Федорчук Павло Степанович (1914—1979) — Герой Радянського Союзу.
- Хаїм Бялик (1873—1934) — єврейський поет.